# Christian Textor
Christian Textor (* am 13. Dezember 1990) ist ein deutscher Mountainbiker, der in verschiedenen Disziplinen im Gravity-Bereich aktiv war bzw. ist.

## Sportlicher Werdegang
Mit dem Radsport begann Textor im Alter von acht Jahren, inspiriert durch seinen älteren Bruder. Dabei war er zunächst im Trial und Dirt Bike aktiv, wo er bereits an Wettkämpfen teilnahm. Von seinem ersten Ausbildungsgehalt als Mechatroniker kaufte er sich einen Freerider. 2009 wurde er überredet, an einem Downhill-Rennen teilzunehmen, das er ohne Rennerfahrung mit seinem Freerider gewann.
Dies war für ihn der Anlass, zum Downhill zu wechseln. Sein Hauptaugenmerk galt dabei den Rennen des IXS German Downhill Cup und des IXS European Downhill Cup. 2013 wurde er Mitglied im UCI MTB Team Bulls DH und gab seinen Beruf als Mechatroniker auf. Als Dritter stand er bei den Deutschen Meisterschaften 2013 erstmals auf dem Podium, 2014 gewann er ein Rennen des IXS German Downhill Cups. Mit dem Team nahm er auch an den Mountainbike-Weltmeisterschaften und -Europameisterschaften sowie vereinzelt am Weltcup teil, wobei ihm keine nennenswerten Ergebnisse gelangen. 
2016 ging Textor mit dem Team Bulls in die Enduro World Series, um sich dem MTB-Enduro zuzuwenden. Bereits im ersten Jahr wurde er erstmals Deutscher Meister im Enduro. Noch weiter im Downhill startend, gewann er 2018 noch einmal ein Rennen im IXS Downhill Cup und wurde Vizemeister im Downhill. Sein Fokus ging jedoch immer mehr zum Enduro, wo er sich zum besten deutschen Fahrer entwickelte. Von 2018 bis 2022 wurde er viermal in Folge Deutscher Meister, in der Enduro World Series kam er 2022 erstmals unter die Top 20 der Gesamtwertung. 
Da Textor als Einzelkämpfer beim Team Bulls den notwendigen Support vermisste, verließ er nach 10 Jahren das Team Bulls und wechselte zur Saison 2023 zum UCI MTB Enduro Team YT Mob.

## Erfolge
2016
- Deutscher Meister – Enduro

2018
- Deutscher Meister – Enduro

2019
- Deutscher Meister – Enduro

2020
- Deutscher Meister – Enduro

2021
- Deutscher Meister – Enduro